# کازویا تاته‌کابه
کازویا تاته‌کابه (انگلیسی: Kazuya Tatekabe; ۲۰ ژوئیهٔ ۱۹۳۴ – ۱۸ ژوئن ۲۰۱۵) صداپیشگی در ژاپن، و بازیگر اهل ژاپن بود. وی بین سال‌های ۱۹۵۴ تا ۲۰۱۵ میلادی فعالیت می‌کرد.